# Doug E. Fresh
Doug E. Fresh, de son vrai nom Douglas E. Davis, né le 17 septembre 1966 à Christ Church à la Barbade, est un rappeur, beatboxer et producteur de musique américain. Surnommé « The Human Beat Box », Doug E. Fresh est capable d'imiter parfaitement les boîtes et rythmes et différents effets spéciaux en utilisant uniquement sa bouche, ses lèvres, sa gorge et un micro.

## Biographie
Doug est né le 17 septembre 1966 à Christ Church à la Barbade,. Il lance sa carrière d'artiste solo au label Enjoy Records, puis chez Vintertainment Records. Il forme ensuite avec les disc jockeys Barry Bee et Chill Will le Get Fresh Crew, auquel se joint MC Ricky D, qui prendra plus tard le nom de Slick Rick. En 1985, sort leur premier single, The Show/La Di Da Di, interprété par MC Ricky D pour la voix et par Doug E. Fresh pour le beat boxing. Ce single, considéré comme l'un des grands « classiques » du hip-hop, leur apporte le succès ; le magazine Rolling Stone classe d'ailleurs La Di Da Di à la 13e place des « 50 plus grandes chansons de hip-hop de tous les temps ». Ce titre est samplé à plus de 500 reprises par de nombreux artistes. The Show, lui, atteint la 7e place de l'UK Singles Chart en décembre 1985.
Slick Rick quitte le groupe en 1986, tandis que Doug E. Fresh and the Get Fresh Crew signent sur le label Danya/Reality/Fantasy et publient deux albums, Oh, My God! en 1986, classé 21e des RnB Albums, et The World's Greatest Entertainer en 1988, classé 88e du Billboard 200.
En 1992, après une pause de quatre années, Doug E. Fresh rejoint le label de MC Hammer, Bust It Records, et publie un nouvel album, Doin' What I Gotta Do le 27 avril, qui est un échec commercial[réf. nécessaire]. En 1993, il signe chez Gee Street/Island et publie un single de trois titres (I-ight (Alright), Bounce et Freaks). Le titre Freaks, interprété par Fresh et Vicious, son jeune protégé âgé de quatorze ans, est largement diffusé à la radio et connaît un grand succès. En 1995, Slick Rick et Fresh se retrouvent le temps d'une chanson sur l'album de ce dernier, Play, qui reçoit de bonnes critiques.
Dans les années 2000 et 2010, Doug E. Fresh fait quelques apparitions à la télévision (American Idol en 2007, les BET Awards et les Soul Train Music Awards en 2010, juge dans l'émission Apollo Live en 2012) et présente, depuis mai 2013, une émission intitulée The Show, sur la station de radio new-yorkaise WBLS.

## Vie privée
Doug E. Fresh est marié et père de cinq enfants. Il est membre de l'église de scientologie. Il est porte-parole de la Hip Hop Public Health à l'hôpital de Harlem. Il est également propriétaire d'un restaurant et d'un club à New York. Fresh ouvre un restaurant à New York appelé Doug E.'s Chicken and Waffles. Il explique également être propriétaire d'un club appelé Fresh.

## Discographie

### Albums studio
- 1986 : Oh, My God!
- 1988 : The World's Greatest Entertainer
- 1992 : Doin' What I Gotta Do
- 1995 : Play

### Compilation
- 1996 : Greatest Hits, Vol. 1